# Белрош
Белрош (фр. Belleroche) насеље је и општина у источној Француској у региону Рона-Алпи, у департману Лоара која припада префектури Роан.
По подацима из 2011. године у општини је живело 256 становника, а густина насељености је износила 18,38 становника/km². Општина се простире на површини од 13,93 km². Налази се на средњој надморској висини од 650 метара (максималној 881 m, а минималној 473 m).

## Демографија
| 1962. | 1968. | 1975. | 1982. | 1990. | 1999. | 2011. |
| ----- | ----- | ----- | ----- | ----- | ----- | ----- |
| 336   | 346   | 301   | 284   | 232   | 211   | 256   |

График промене броја становника у току последњих година